# Datsun on-Do
A Datsun on-Do (vagy on-DO) egy alsó középkategóriás autó, melyet a Nissanhoz tartozó Datsun márkanév alatt gyártanak, kimondottan az orosz piacra. A modell teljes mértékben a Lada Grantára épül, mindössze a márkajelzések és néhány külső dizájnelem tér el az eredeti változattól, és a Lada modellekhez hasonlóan saját "VAZ-kódszámmal" is rendelkezik (VAZ-2195). Az on-Dót 2014. április 4-én mutatták be Oroszországban, a sorozatgyártást pedig 2014. július 14-én kezdte meg az AvtoVAZ a togliatti üzemben.

## A név eredete
A "Do" szó a tradicionális japán kultúrából ered és "mozgásnak" fordítható, míg az "on" előtag igévé alakítja azt. A "Datsun" márkanevet is hozzáadva a teljes modellnév szabad fordításban az az iránti vágyat fejezi ki, hogy mindenki számára lehetővé tegyük a szabad mozgást.

## Méretek
Az on-Do 77 mm-rel hosszabb, mint a Lada Granta, ami abból adódik, hogy a kocsi eleje és hátulja is átalakult, hogy megfeleljen a Datsun által követett formatervezési irányelveknek. Ennek az átalakításnak köszönhető 80 kg-os súlytöbblete is a Ladával szemben. A két modell magassága, tengelytávja és szélessége azonban teljesen megegyezik.

## Hajtáslánc
A kocsit soros négyhengeres, 1,6 literes motorral szerelik, mely 87 lóerős (65 kW) teljesítmény leadására képes. Az első kerekekre történő erőátvitelről egy ötsebességes manuális sebességváltó gondoskodik. A Lada Grantából ismert négysebességes automata a Datsun esetében csak a mi-Dóhoz jár.

## Külső hivatkozások
- Az on-Do a Datsun hivatalos weboldalán